# Tadeusz Franciszek Badowski
Tadeusz Franciszek Antoni Badowski herbu Sas (ur. 5 października 1794 w Radzanowie, zm. 26 grudnia 1857 w Odechowcu) – polski ziemianin, kapitan wojsk Księstwa Warszawskiego, kawaler Krzyża Złotego Virtuti Militari.

## Życiorys
Tadeusz Badowski pochodził z rodziny szlacheckiej Badowskich herbu Sas. Był synem Jana Nepomucena Badowskiego (1770–1841) komornika Sądu Pokoju powiatu Kozienickiego i Tekli z Dłuskich Badowskich.
W wieku kilkunastu lat wstąpił do wojska Księstwa Warszawskiego. Został wcielony do 6 pułku ułanów, a 13 lutego 1815 roku przeniesiono go do 4 pułku strzelców konnych. Jako podporucznik został odznaczony Krzyżem Złotym Virtuti Militari. Służbę wojskową zakończył w stopniu kapitana. Po zakończeniu kariery wojskowej poświęcił się zawodowi rolniczemu. Był właścicielem dwóch majątków ziemskich: Bardzice i Odechowiec.

## Życie prywatne
Tadeusz Badowski pierwsze lata życia spędził w Radzanowie i Rogolinie – majątkach należących do jego ojca Jana Nepomucena. W 1801 roku przeniósł się do Bardzic.
W wieku 20 lat ożenił się z Weroniką Serwalli (1798–1861). Małżonkowie Tadeusz i Weronika Badowscy doczekali się siedemnaściorga dzieci: Konstanty Józef Badowski (1816–1819), Hubert Karol Leonard Badowski (1817–1863), Bibianna Xawera Krauze (1818–1852), Olimpia Tekla Antonina Badowska (1820–1858), Adam Szczepan Badowski (1822–1892), Andrzej Piotr Chryzostom Badowski (1822–1823), Adela Antonina Rodziewicz (1823–), Jan Antoni Badowski (1825–1889), Romana Aleksandra Wiktoria Węgierkiewicz (1827–1912), Cecylia Katarzyna Klementyna Badowska (1828–1831), Honorata Zofia Badowska (1830–1831), Julianna Romana Badowska (1831–1837), Marianna Regina Tekla Badowska (1832–1837), Helena Wiktoria Ewa Badowska (1834–1834), Klotylda Antonina Fugielska (1835–1861), Emilia Seweryna Hryniewiecka (1837–) i Antoni Prym Badowski (1842–1916).
W 1840 roku Tadeusz Badowski wylegitymował się ze szlachectwa z herbem Sas. Podstawą stwierdzenia szlachectwa była umowa kupna-sprzedaży wsi Radzanów z 1793 roku zawarta między Łukaszem Domaszewskim Podczaszym Parnawskim i Janem Badowskim – ojcem Tadeusza. Deputacya Szlachecka Guberni Sandomierskiej wpisała Tadeusza do księgi zapisywania przyznanej szlachty z tytułów przed ogłoszeniem prawa nabytych pod literą B w pozycji 27 i wydała mu świadectwo nr 5700.
Tadeusz Badowski zmarł 26 grudnia 1857 roku w Odechowcu. Został pochowany na cmentarzu parafialnym w Skaryszewie. Nagrobek zrewitalizowano w 2014 r.